# Liste des évêques d'Acerno
 (février 2025).
Si vous disposez d'ouvrages ou d'articles de référence ou si vous connaissez des sites web de qualité traitant du thème abordé ici, merci de compléter l'article en donnant les références utiles à sa vérifiabilité et en les liant à la section « Notes et références ».
- Mirando † (? - 9 avril 1091 ou 1106)
- Giusio † (1114 - 1124 )
- Pisano † (v. 1136)
- Pietro † (v. 1179 )
- Pascanio † (1222 - ?)
- Nicola da San Germano O.S.B. † (1228 - mai 1258)
- Luca, O.F.M. † (v. 1266)
- Giacomo † (1295)
- Andrea Capograsso † (1309 - 25 mai 1319)
- Bartolomeo † (1314)
- Giordano di Miramonti, O.P. † (25 mai 1319 - 1331)
- Pietro II † (1341 )
- Giacomo II † (juin 1345 - 1348)
- Matteo de Marino † (1349 - 1363)
- Giuliano, O.F.M. † (1363 - 1371 )
- Roberto da Casalnuovo, O.F.M. † (11 août 1371 - ?)
- Tommaso † (v. 1380 )
- Benedetto Pasquarelli, O.E.S.A. † (1389 - 1396)
- Pacello da Salerno, O.F.M. † (1396 - 1405 )
- Manfredo da Aversa † (10 juillet 1405 - 1415 )
- Antonello Syrraca † (20 mars 1415 - 1436 )
- Nicola Solimene † (27 août 1436 - 1459)
- Paraclito Malvezzi † (13 février 1460 - 1487 )
- Menelao de Gennari † (13 août 1487 - 1493 )
- Antonio Bonito, O.F.M. † (19 mars 1494 - 1510)
- Pietro da Arezzo † (? - 1511 )
- Dalmacio de Queralt † (13 août 1512 - 1514)
- Alemanno † (? - 1514)
- Lucio (ou Luca) † (? - 1514)
  - Pompeo Colonna † (18 janvier 1524 - 23 juin 1525 ) (administrateur apostolique)
- Gerolamo Olivieri † (23 juin 1525 - 1539 )
  - Francisco Quiñones De Luna † (9 juin 1539 - 1539) (administrateur apostolique)
  - Marcello Cervini † (10 décembre 1539 - 1539 (administrateur apostolique)
- Nicola Angelo Olivieri † (1539 - 1566 )
- Giovanni Maria Valdina, O.P. † (1566 - 1570)
- Lelio Giordano † (1570 - 28 novembre 1580 )
- Giovanni Francesco Orefice † (24 février 1581 - 1593 )
- Antonio Agelli, C.R. † (24 novembre 1593 - 1604 )
- Paolo Manara, O.P. † (14 novembre 1604 - 1611 )
- Francesco Solimene † (14 mars 1611 - 1613 )
- Giovanni Serrano, O.F.M. † (20 novembre 1613 - 1637)
- Ludovigo Galbiati † (1637 - 1638 deceduto)
- Pietro Paolo Bonsi † (13 avril 1638 - 1642)
- Clemente Confetto † (13 avril 1643 - 1644 )
- Camillo Ragona † (23 octobre 1644 - 3 avril 1665)
- Antonio Glielmo † (15 juin 1665 - 1690 )
- Francesco Sifola † (8 mai 1690 - 1696 )
- Scipione Carocci † (17 décembre 1696 - 1702 )
- Nicola Ventriglia † (5 mars 1703 - 1708 )
  - Sede vacante (1708-1718)
- Domenico Antonio Menafra † (24 janvier 1718 - 1738 )
- Domenico Anelli † (1er février 1739 - 20 mai 1743 )
- Geronimo de Laurenzi † (13 septembre 1743 - 1790)
- Michelangelo Calandrelli, O.E.S.A. † (1792 - 1797 )
- Giuseppe Mancuso † (31 octobre 1797 - 1807 )